# 페르난도 알론소

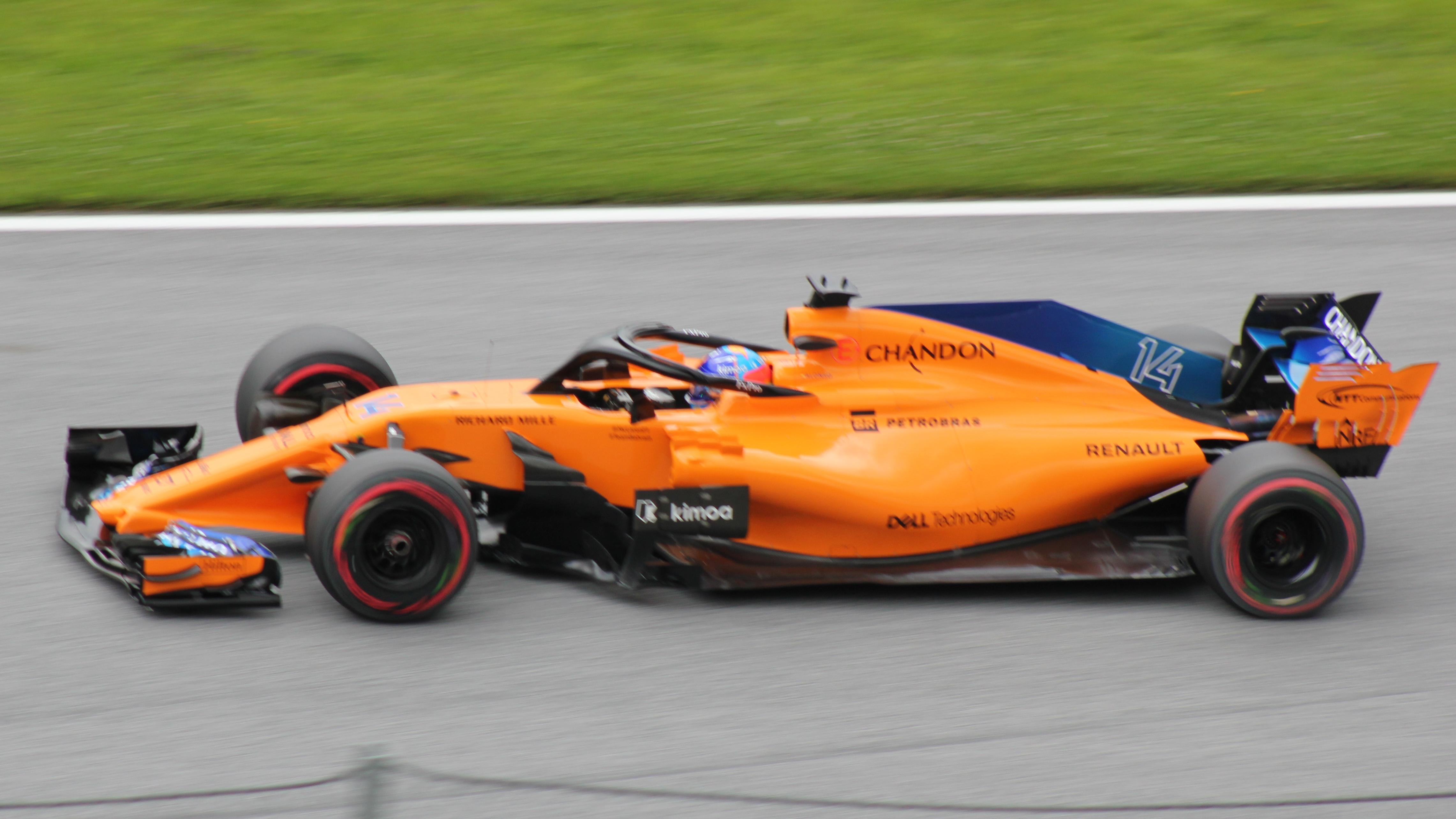
2018년 오스트리아 그랑프리에서 맥라렌팀의 페르난도 알론소의 모습

페르난도 알론소 디아스(스페인어: Fernando Alonso Díaz, 1981년 7월 29일 ~ )는 포뮬러 원에서 활동하는 스페인의 자동차 경주 선수이다.

## 선수 경력
알론소는 2002년부터 르노의 테스트 트라이버로 활동하였고, 2003년부터 정식 드라이버로 활동하게 된다. 2003년 말레이시아 그랑프리에서 최연소 폴포지션, 헝가리 그랑프리에서 최연소 우승 기록을 세우며 데뷔시즌을 마감했다. 이후 이 기록은 세바스찬 베텔에 의해 모두 깨지게 된다.

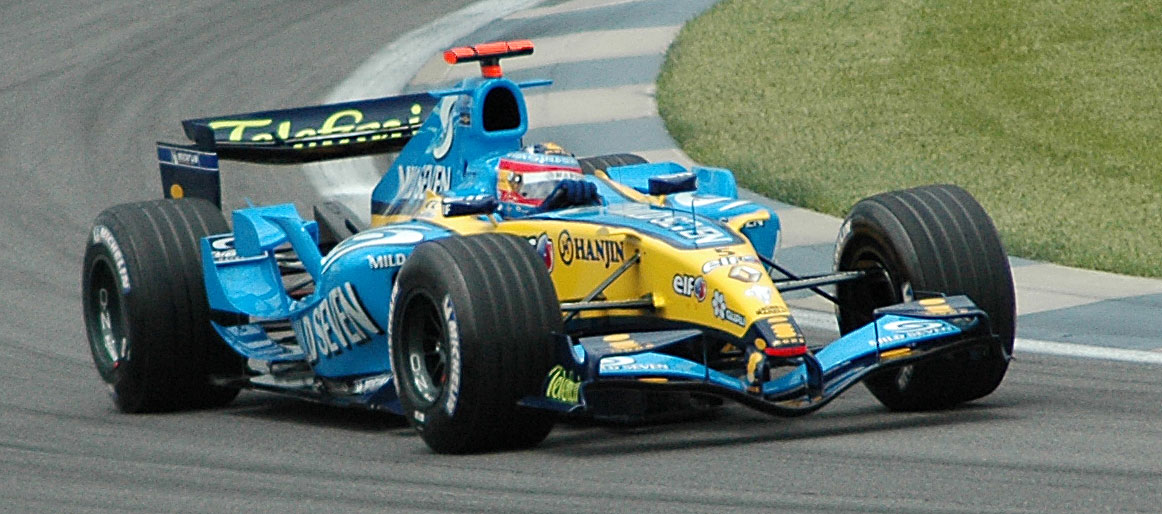
2005년 포뮬러 원 대회에서 르노 F1팀의 페르난도 알론소가 운전중인 르노 R25 레이싱카

2005년 포뮬러 원 시즌에 7승을 기록하면서 페라리의 미하엘 슈마허의 6년 연속 드라이버 챔피언십 우승을 저지하며 최연소 드라이버 챔피언십 우승 기록을 세운다. 이 기록 또한 이후 루이스 해밀턴과 세바스찬 베텔에 의해 차례로 깨지게 된다. 2006년 포뮬러 원 시즌에도 7승을 기록, 최연소 더블 드라이버 챔피언십 우승 기록을 세우며, 이 기록도 이후 세바스찬 베텔에 의해 깨지게 된다. 2년 연속으로 당시 최고 선수였던 미하엘 슈마허와의 경쟁에서 승리하면서 F1을 대표하는 선수로 꼽히게 되었다.
2007년 포뮬러 원 시즌에 맥라렌으로 이적한 알론소는 루이스 해밀턴과의 불화설에 휩싸이며 3위로 시즌을 마치게 되고, 시즌 후에는 친정팀인 르노로 다시 옮겨간다. 그 후로 2008년, 2009년 두 시즌 동안 각각 5위와 9위를 기록했다.
2010년 포뮬러 원 시즌에는 명문팀 페라리로 이적하면서 다시 기대를 모으게 되고, 시즌 후반기에 네 명의 드라이버(세바스찬 베텔, 루이스 해밀턴, 마크 웨버, 젠슨 버튼)와 우승 경쟁을 벌이게 되는데, 한국 그랑프리에서 경쟁자인 세바스찬 베텔과 마크 웨버가 단 1점도 획득하지 못하고 리타이어, 루이스 해밀턴은 2위, 젠슨 버튼은 12위를 기록했지만 알론소는 우승을 차지하며 세 번째 드라이버 챔피언십 우승에 가까이 다가서게 된다. 그러나 마지막 두 그랑프리에서 부진하여 결국 세바스찬 베텔에게 드라이버 챔피언십 우승을 내주게 된다.
2011년 포뮬러 원 시즌에는 소속팀 페라리의 머신 성능이 뒷받침되지 못한 상황에서도 고군분투하며 2011년 10월 현재 1번의 우승을 포함한 10번의 포디움 입성으로 드라이버 챔피언십 순위 4위를 기록하였다.
2012년 포뮬러 원 시즌에는 시즌 초반 페라리의 차량 성능이 라이벌 팀에 비하여 현저히 떨어짐에도 불구하고 2차전 말레이시아 GP에서 1위에 오르는 등 좋은 컨디션을 유지하며 챔피언십 1위를 기록하며 팀을 이끌어나갔다. 페라리에서도 알론소를 뒷받침하여 마지막 경주인 브라질 GP까지 챔피언쉽 경쟁을 이어갔으나, 결국 3점 차이로 세바스찬 베텔을 넘어서지 못하고 또다시 2위를 기록했다. 드라이버 챔피언십 획득에는 실패하였으나 알론소는 2012년 시즌에 큰 만족감을 표시하였으며 "내가 보낸 최고의 시즌"이라고 칭송하였다.

## 수상
- 2005년 포뮬러 원 시즌 챔피언 (역대 최연소)
- 2006년 포뮬러 원 시즌 챔피언
- 2008년 포뮬러 원 시즌 5위
- 2010년 F1 코리아 그랑프리 1위

## 같이 보기
- 르노 F1
- 맥라렌
- 스쿠데리아 페라리